# Oerlikon FF
El Oerlikon FF (en alemán FlügelFest, montaje alar fijo) fue una serie de cañones automáticos de calibre 20 mm introducidos por la empresa suiza Oerlikon a fines de la década de 1920. El FF fue una de las primeras armas de 20 mm lo suficientemente pequeñas y livianas como para ser montadas en las alas de los cazas. La serie FF sirvió de inspiración a muchos cañones automáticos de la Segunda Guerra Mundial, incluyendo al francés, británico y estadounidense Hispano-Suiza HS.404, al alemán MG FF y al japonés Cañón Automático Tipo 99 20 mm.

## Historia
Originalmente, el FF disparaba el proyectil 20 x 72 (20 mm de calibre y 72 mm de longitud) a una velocidad de 600 m/s y a una cadencia de fuego de 520 disparos/minuto. El arma pesaba solamente 24 kg y su mecanismo de alimentación permitía que la munición sea almacenada en cajas planas dentro de las alas. 
La baja velocidad de boca produjo algunas preocupaciones, por lo que se desarrolló el FF L de 30 kg de peso, que disparaba el proyectil 20 x 101 a 750 m/s y el FF S de 39 kg de peso, que disparaba cartuchos 20 x 110 a 830 m/s, aunque a una cadencia de fuego un poco más lenta, de 470 disparos/minuto. A partir de este momento, el arma original pasó a denominarse FF F
El FF F fue producido bajo licencia por los japoneses, siendo denominado Tipo 99-1, junto con el FF L (denominado Tipo 99-2). Hispano-Suiza construyó al FF S como el HS.7 y una versión ligeramente mejorada denominada HS.9. Unos años después, el HS.9 fue objeto de numerosas mejoras y denominada HS.404, que se convirtió en una de las mejores armas de 20 mm de la guerra. Ikaria-Werke GmbH en Alemania comenzó la producción del FF F con el cartucho un poco más poderoso 20 x 80 y lo denominó MG FF, aunque más adelante introdujo un cartucho Minengeschoss (HE/M que cargaba más explosivos que un HE común). El resultado fue el MG FF/M.

## Características
- Origen: Suiza
- Tipo: cañón automático
- Constructor: Oerlikon
- Peso: 24 kg
- Longitud:
- Calibre: 20 mm
- Cartucho: 20 x 72
- Mecanismo: retroceso simple y cierre de inercia de masas
- Cadencia de fuego: 520 disparos/minuto
- Velocidad de boca: 600 m/s

- Datos: Q281890